# Црква Светог Стефана Првовенчаног у Добри
Црква Светог Стефана Првовенчаног у Добри, насељеном месту на територији општине Голубац припада Епархији браничевској Српске православне цркве.
Првобитна црва Светог Стефана Првовенчаног у Добри подигнута је 1862.године, како се наводи у попису из 1874.године. Крајем 19. века за њу је наручен готов иконостас из Русије. По потапању старе цркве приликом изградње ХЕ Ђердап 60-тих година 20. века иконостас је премештен у новосазидани храм.